# AZ Havířov
Le AZ Heimstaden Havířov est un club de hockey sur glace de Havířov en République tchèque. Il évolue dans la 2. liga, le troisième échelon tchèque.

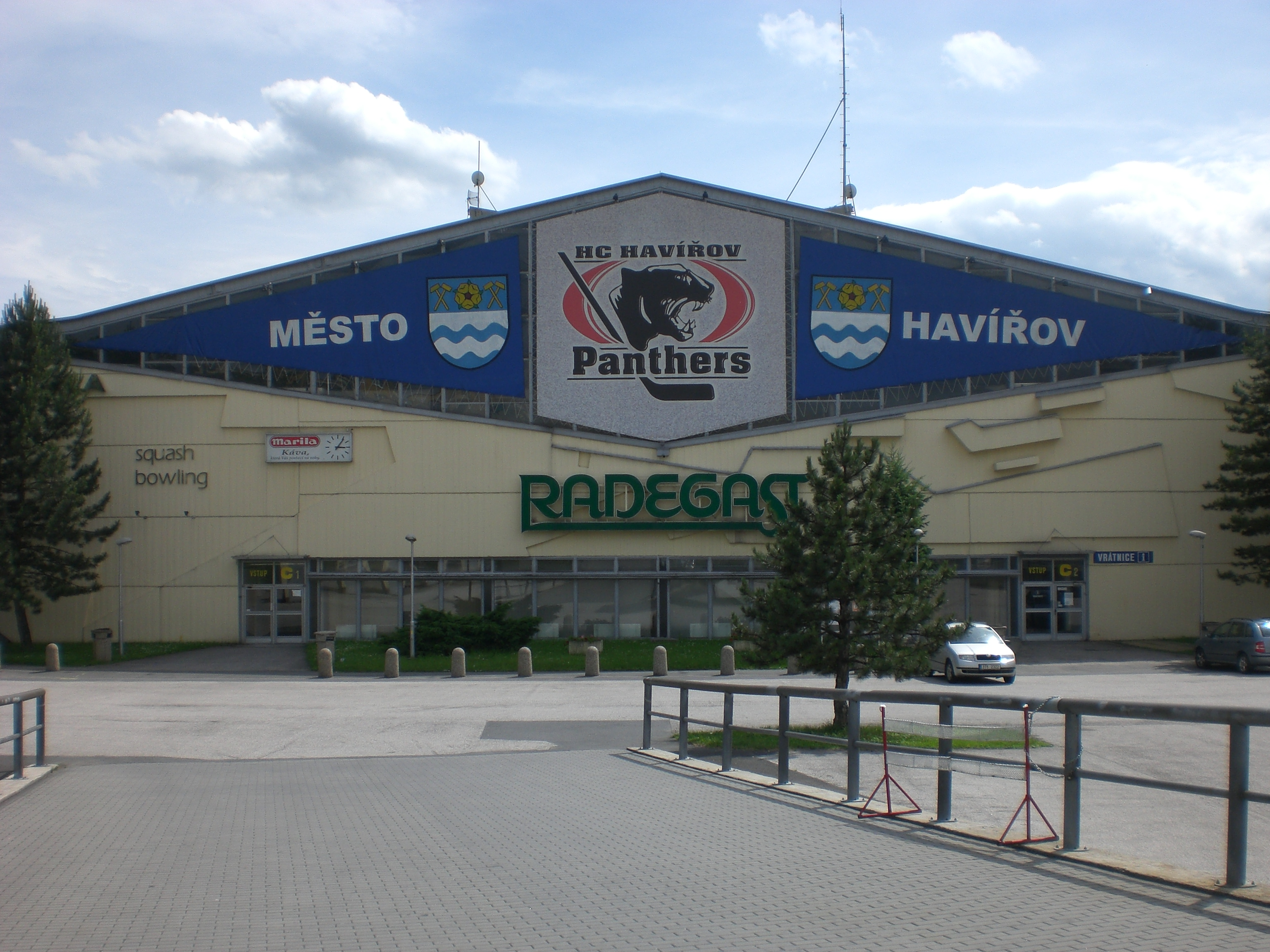
Façade de la Zimní Stadion

## Historique
Le club est créé en 1928.

## Palmarès
- Vainqueur de la 2.liga : 1992.*